# KaiOS
KaiOS – mobilny system operacyjny rozwijany przez przedsiębiorstwo KaiOS Technologies (Hong Kong) Limited. Stanowi pochodną projektu Firefox OS.
Pierwsza wersja systemu została wydana w 2017 roku.
Wśród zalet systemu wymienia się niskie wymagania sprzętowe, zwłaszcza w zakresie pamięci operacyjnej, przy jednoczesnej obsłudze różnych aplikacji. System zapewnia współpracę z 4G LTE, GPS i Wi-Fi, a przeznaczone na tę platformę aplikacje funkcjonują w oparciu o HTML5, co pozwala ograniczyć wykorzystanie zasobów sprzętowych i baterii.

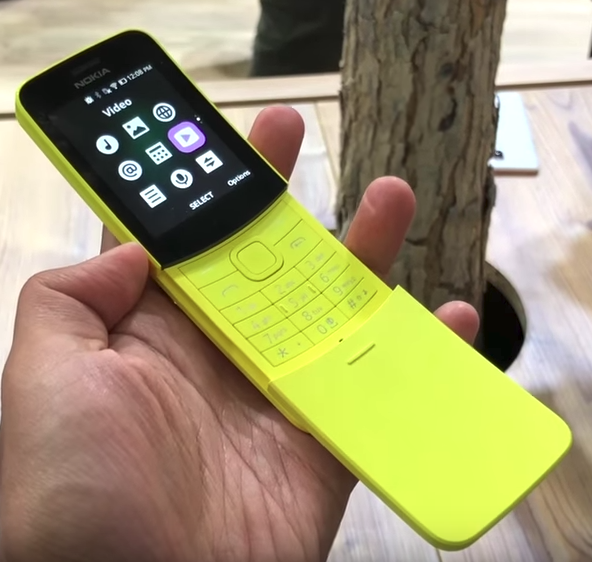
Nokia 8110, znany także jako „banana phone”

Jest trzecim pod względem popularności mobilnym systemem operacyjnym. Pod jego kontrolą działa ponad 100 mln urządzeń na całym świecie.
W marcu 2020 Mozilla i KaiOS Technologies ogłosiły współpracę w celu zaktualizowania wersji silnika przeglądarkowego Gecko. Ta zmiana pozwoli nadrobić cztery lata poprawek bezpieczeństwa i wydajności oraz wzbogaci KaiOS o nowe funkcje, w tym TLS 1.3, WebAssembly, WebGL 2.0, PWA, nowe kodeki wideo, takie jak WebP, AV1 oraz nowoczesne funkcje JavaScript i kaskadowych arkuszów stylów.

## Urządzenia
Telefony z preinstalowanym systemem:
- Digit 4G Bold, Digit 4G Elite, Digit 4G Defender Jazz Digit 4G od Swift Biz Solutions;
- myPhone Up Smart LTE, Hammer 5 Smart od MyPhone;
- SPC Jasper od SCP;
- GHIA GK3G od Ghia;
- DIXON XK1 od Cash Crusaders;
- Nokia 6300 4G, Nokia 8000 4G, Nokia 800 Tough, Nokia 2720 Flip, Nokia 8110 4G od HMD Global;
- GeoPhone T15 od E.B. Solutions Limited;
- LANIX U340 od LANIX;
- Vida K242 od Africell;
- BKay C85 od Viettel;
- T-Smart od Telekom Kenya;
- TNM Smart 4G od Telekom Networks Malawi;
- Alpha B10 od Flow;
- Altan K26 od ALTÁN Redes;
- Econet Atom 3G od Econet Zimbabwe;
- Wi-Kif 3G + od Telma;
- Kitochi 4G Smart od Tigo;
- Alcatel 3078, Alcatel Go Flip 3, Alcatel 3088, Alcatel Go Flip 2 od Alcatel Mobile;
- Vodacom Smart Kitochi (Vida, Azumi) od Vodacom;
- Orange Sanza, Orange Sanza 2 od Orange;
- Hape Online od Indosat Ooredoo;
- QMobile 4G Plus od QMobile;
- Sigma Mobile X-Style S3500 sKai od Sigma Mobile;
- Zoey Smart od Blu;
- Multilaser ZAPP od Multilaser;
- TECNO T901 od TECNO Mobile;
- Positivo P705 od Positivo;
- MTN Smart od MTN;
- MaxCom 241 od MaxCom;
- Doro 7050 (US), Doro 7060 (EU) od Doro;
- CAT B35 od CAT Phone;
- JioPhone, JioPhone 2 od Jio.